# مدينة أورانج
مدينة أورانج هي منطقة حكومة محلية في نيوساوث ويلز، بلغ عدد سكانها 38,057  نسمة في 2011، عاصمتها أورانج (أستراليا).